# Mount Coates (Viktorialand)
Mount Coates ist ein 2060 m hoher Berg im ostantarktischen Viktorialand. Er ragt östlich des Borns-Gletschers in den Kukri Hills auf.
Die vom britischen Geografen Thomas Griffith Taylor (1880–1963) geleitete Westgruppe der Terra-Nova-Expedition (1910–1913) benannte den Berg. Der Namensgeber ist nicht überliefert.